# Deggial
Albums de Therion
Crowning of Atlantis
(1999) The Early Chapters of Revelation
(2000)
Deggial est le neuvième album du groupe suédois de death metal symphonique Therion, publié le 31 janvier 2000 par Nuclear Blast.

## Liste des chansons
Toutes les paroles sont écrites par Thomas Karlsson, toute la musique est composée par Christoffer Johnsson.
| No  | Titre                                              | Durée |
| --- | -------------------------------------------------- | ----- |
| 1.  | Seven Secrets of the Sphinx                        | 3:36  |
| 2.  | Eternal Return                                     | 7:10  |
| 3.  | Enter Vril-Ya                                      | 6:38  |
| 4.  | Ship of Luna                                       | 6:28  |
| 5.  | The Invincible                                     | 5:09  |
| 6.  | Deggial                                            | 5:03  |
| 7.  | Emerald Crown                                      | 5:29  |
| 8.  | The Flight of the Lord of Flies                    | 1:22  |
| 9.  | Flesh of the Gods                                  | 4:04  |
| 10. | Via Nocturna (Part 1: The Path, Part 2: Hexentanz) | 9:30  |
| 11. | O Fortuna (composé par Carl Orff)                  | 3:21  |